# Krumhermsdorf (Neustadt in Sachsen)
Krumhermsdorf je vesnice, místní část města Neustadt in Sachsen v německé spolkové zemi Sasko. Nachází se v zemském okrese Saské Švýcarsko-Východní Krušné hory a má 469 obyvatel.

## Historie
Vesnice Krumhermsdorf byla založena pravděpodobně v průběhu 13. století jako lesní lánová ves. V písemných pramenech je prvně zmiňována roku 1432 jako Hermansdorff. V roce 1974 se stala součástí města Neustadt in Sachsen.

## Geografie
Krumhermsdorf se rozkládá na hranici Saského Švýcarska a Šluknovské pahorkatiny jižně od Neustadtu in Sachsen. Vsí protéká Schwarzbach, přítok Sebnice. Územím prochází železniční trať Budyšín – Bad Schandau, na které se severovýchodně od jádra vsi nachází zastávka Krumhermsdorf. Východně od vsi se nachází vrch Ungerberg (538 m) s rozhlednou.

## Pamětihodnosti
- panský dům, součást bývalého rytířského statku